# Acheux-en-Amiénois
Acheux-en-Amiénois és un municipi francès, situat al departament del Somme i a la regió dels Alts de França.